# Francisco Trias
Francisco Trias (Barcelona (Catalunya), 1743 - Puerto de Santa María, Cadis, Andalusia, 26 de març, 1836), fou un militar espanyol que assolí el grau de general.

## Biografia
El 29 de juliol de 1762, va ser nomenat primer tinent al recent format 2n Batalló de Voluntaris de Catalunya, amb els quals va prendre part a la campanya de Portugal d'aquell any. Es va distingir durant el setge de Melilla el 1775 i després en l'expedició i desembarcament d'Alger, el 8 de juliol de 1775, rebent el grau de capità, el 5 de febrer de 1776.
El 1779 va ser destinat al lloc de Gibraltar, embarcant-se l'any següent amb l'Exèrcit d'Operacions d'Amèrica, a les ordres de Victorio de Navia. De retorn a Espanya i al començament de la guerra contra la Convenció, va ser destinat a l'Exèrcit de Guipúscoa, on va combatre des de 1793 fins a la pau de 1795, sent promogut a sergent major del seu batalló, el 12 de juliol de 1793 i rebent el grau de tinent coronel, l'11 de juliol de 1794. Per la seva conducta en la defensa de Azcárate, el 12 de març de 1795, va rebre el grau de coronel, el 6 d'abril.
Va participar en la guerra de Portugal el 1801, sent nomenat comandant del 2n de Voluntaris de Catalunya, el 5 de novembre de 1802. En esclatar la Guerra del Francès, va ser ascendit a brigadier per la Junta d'Extremadura, el 2 de juny de 1808 i a mariscal de camp, el 8 de setembre següent.
Comandant de la 3ª divisió, va marxar a les ordres del comte de Belveder sobre Burgos, no arribant a temps de participar en la batalla de Gamonal, retirant-se a Aranda i Segòvia, duent després reforços al general Benito de San Juan al port de Somosierra. Avançà amb Heredia fins a les portes de Madrid, retirant-se a Alcaraz. Va enviar la 2a divisió a la batalla de Medellín, on va rebre set ganivetades al cap, quedant per mort al camp de batalla, sent recollit per dos oficials francesos i portat a un hospital. La Junta Central el va ascendir a tinent general el 8 d'abril del 1809.
Un cop recuperat de les seves ferides, va aconseguir escapolir-se a Cadis i després de la retirada dels francesos, va ser nomenat president del Consell de Generals del Puerto de Santa Maria, exercint aquest lloc des de 1812 fins a abril de 1816.